# Колобок (мультфильм, 1936)
«Колобок» — советский рисованный мультфильм 1936 года, одна из первых работ студии «Союзмультфильм». Фильм сохранился без оригинальной звуковой дорожки.

## Сюжет
Дед приходит с вязанкой дров к своему дому, просит бабку испечь Колобок. Она его испекла и поставила на подоконник остывать. Пока дед и баба танцевали по поводу того, что скоро остынет колобок, сам колобок то и сбежал.
По дороге Колобку встречается Медведь, который гонится за ним и чуть не ловит. В итоге Медведь застревает в сосне, а Колобок укатывается. Но медведь всё же выбирается из сосны и начинает ловить ежа.
Дед и Баба уже выдвинулись на поиски Колобка, а сам Колобок встречает Волка, который тащит на верёвочке телёнка. Волк гонится за Колобком, но в итоге становится ни с чем: телёнок убежал, Колобок укатился, а сам волк провалился в ручей.
Колобок катится по дорожке, а навстречу ему Лиса. Она его похвалила, а за это ей Колобка песенку спел. Но Лиса то хитрая, сказала, что глухая. Колобок сел ей на носик и запел снова. А Лиса подкинула его и уже раскрыла пасть, но на неё в самый последний момент набросились Волк и Медведь. В итоге Колобок укатывается, а звери так и продолжили драться.
А колобок катится по дорожке, а навстречу ему Баба и Дед. Они гонятся за Колобком, распугивают гусей, но в итоге Дед падает, поднимается, а Колобок прыгает ему на руки. Дед и Баба понесли Колобок домой, в то время который пел песенку.

## Создатели
- Художник-режиссёр: Владимир Сутеев
- Художник-сорежиссёр: Леонид Амальрик
- Художник-ассистент: Владимир Полковников
- Композитор: Алексей Камин
- Оператор: Д. Каретный
- Звукооператор: А. Свердлов
- Художники-мультипликаторы: Борис Дёжкин, Фаина Епифанова, Ламис Бредис, В. Купер, Пётр Носов